# اروین کوری
اروین کوری (انگلیسی: Irwin Corey; ۲۹ ژوئیهٔ ۱۹۱۴ – ۶ فوریهٔ ۲۰۱۷) هنرپیشه، و کمدین اهل ایالات متحده آمریکا بود.
از فیلم‌ها یا برنامه‌های تلویزیونی که وی در آن نقش داشته‌است می‌توان به کرکرها اشاره کرد.